# Eunan O’Kane
Eunan Charles O’Kane (Derry, Észak-Írország, 1990. július 10. –) ír labdarúgó középpályás, aki jelenleg a Luton Town játékosa, kölcsönben a Leeds United-től.

## Pályafutása

### Kezdeti évek
O’Kane a Maidel City Soccer Academy futballakadémián kezdett el játszani, majd 2007 és 2009 között két évet töltött az Everton ifiakadémiáján. 2009 szeptemberében az északír Coleraine-hez igazolt, ahol első mérkőzésén, a Glenavon ellen gólt szerzett. Tizedik meccsén, ismét a Glenavon ellen duplázni tudott.

### Torquay United
2009 decemberében meghosszabbította szerződését a Colerainnel, de 2010 január elején a Torquay United próbajátékra hívta. Jól teljesített, így az angol csapat 2010 júniusáig szerződést kötött vele. Egy Chesterfield elleni 1-1-es meccsen mutatkozott be, majd március 6-án, a Darlington ellen első gólját is megszerezte. A szezon második felében jól játszott, így a Torquay egy új, kétéves szerződést írt alá vele.
A következő idényben szintén jó formában játszott, hat gólt szerzett a bajnokságban és hat gólpasszt adott. Első FA Kupa-találatát is megszerezte, a harmadik fordulóban, a Carlisle United ellen. O’Kane jó teljesítményének is köszönhetően a Torquay United a hetedik helyen végzett a negyedosztályban, így elindulhatott a feljutásért vívott rájátszásban. A Shrewsbury Town elleni elődöntőben góllal járult hozzá csapata döntőbe jutásához, ott azonban kikaptak a Stevenage ellen. A szezon végén újabb, 2014-ig szóló szóló szerződést kötött a csapattal.
A 2011/12-es idényben O’Kane ismét jól teljesített, öt bajnoki gólt szerezve. Csapata ismét bejutott a rájátszásba, de már az elődöntőben kiesett a Cheltenham Town ellen. Jó teljesítményének köszönhetően a labdarúgók szavazásán bekerült az év csapatába a League Two-ban. 2012 nyarán szóba hozták a harmadosztályba frissen feljutott Swindon Townnal, a Crawley Town pedig 175 ezer fontos ajánlatot tett érte, melyet a Torquay elfogadott. O’Kane azonban elutasította a Crawley-t, mondván, úgy érzi, hogy az átigazolás nem válna előnyére a pályafutása szempontjából.

### Bournemouth
Július közepén megjelentek olyan értesülések, miszerint a Torquay elfogadott egy újabb ajánlatot O’Kane-ért, egy egyelőre ismeretlen harmadosztályú klubtól. Mint később kiderült, ez a csapat a Bournemouth volt, mely 2012. július 26-án szerződtette a játékost. A szezon első meccsén, a Portsmouth ellen mutatkozott be új csapatában, első gólját pedig az FA Kupában szerezte, a Carlisle United ellen. Egy hónappal később első bajnoki gólját is belőtte, a Crawley Town 3-0-s legyőzése során. Néhány nappal később ismét eredményes volt az FA Kupában, az esélyesebbnek tartott Wigan Athletic ellen talált be, ezzel kiharcolva az újrajátszást.
2013. január 19-én, a Walsall ellen O’Kane saját tizenhatosán belül felvette a labdát, mert tévesen úgy vélte, a játékvezető szabadrúgást adott csapatának, így viszont a kezezése miatt büntetőt kapott az ellenfél. A mérkőzés 3-1-es vereséggel ért véget, megszakítva a Bournemouth 15 meccses bajnoki veretlenségi sorozatát. Később a Twitter fiókján elnézést kért az esetért, Eddie Howe menedzser elfogadta a bocsánatkérését és elmondta, ő is úgy gondolta, hogy szabadrúgásnak kellett volna következnie. A Walsall vezetőedzője, Richard O'Kelly az eset után megdicsérte O’Kane-t őszintesége és példás sportemberi magatartása miatt. A szezon későbbi részében a középpályás fontos szerepet játszott abban, hogy a Bournemouth a bajnokság második helyén végzett, ezzel feljutva a másodosztályba. 2014. március 11-én új, három és fél éves szerződést írt alá a csapattal.

## Válogatott pályafutása
Miután az északír válogatott több korosztályos csapatában is pályára lépett, O’Kane 2011 októberében úgy döntött, hogy a későbbiekben Írországot szeretné képviselni válogatott szinten.
Az U21-es ír válogatottba 2012 májusában hívták be, egy Olaszország elleni Eb-selejtezőre. 2015 augusztusában Martin O’Neill szövetségi kapitány jelölte őt az ír válogatott előzetes bő keretébe a Gibraltár és Grúzia elleni Eb-selejtezőkre, de ekkor még nem kapott játéklehetőséget. Végül 2016 márciusában, Svájc ellen debütált, csereként beállva, majd Szlovákia ellen is lehetőséget kapott és jól teljesített.

## Sikerei

### Bournemouth
- A Football League One második helyezettje: 2011/12
- A Football League Championship bajnoka: 2014/15

## Külső hivatkozások
- Eunan O'Kane pályafutásának statisztikái a Soccerbase oldalon (angolul)

- Statisztikái az UEFA honlapján
- Ír válogatott statisztikái